# جوجل مكافأة التقييم
جوجل مكافأة التقييم (بالإنجليزية: Google Opinion Rewards) هو برنامج يعتمد على المكافآت طورته جوجل. تم إطلاقه في البداية كتطبيق جوّال استقصائي لنظام أندرويد وآي أو إس وقد تم تطويره بواسطة جوجل. التطبيق يتيح للمستخدمين الرد على الاستطلاعات وكسب المكافآت. على أندرويد، يحصل المستخدمون على أرصدة جوجل بلاي التي يمكن استردادها عن طريق شراء التطبيقات المدفوعة من متجر جوجل بلاي. على نظام التشغيل آي أو إس، يتم الدفع للمستخدمين عن طريق الباي بال. المستخدمون في البلدان المتاحة الذين تزيد أعمارهم عن 18 عامًا مؤهلون لاستخدام التطبيق. في أيار 2017، مددت جوجل توفر التطبيق إلى الهند وسنغافورة وتركيا. التطبيق متاح حاليًا للتنزيل في 22 دولة مختلفة.
في مايو 2018، أعلنت شركة جوجل أنها ستقوم بتضمين Cross Media Panel، وهي واحدة أخرى من برامجها المبنية على المكافآت، في برنامج جوجل مكافأة التقييم.